# 14479 Plekhanov
14479 Plekhanov eller 1994 CQ13 är en asteroid i huvudbältet som upptäcktes den 19 juli 1994 av den belgiske astronomen Eric W. Elst vid La Silla-observatoriet. Den är uppkallad efter Gennadij Plekhanov.
Asteroiden har en diameter på ungefär 11 kilometer och den tillhör asteroidgruppen Hygiea.